# Sirnajaya (Tarogong Kaler)
Sirnajaya is een bestuurslaag in het regentschap Garut van de provincie West-Java, Indonesië. Sirnajaya telt 7513 inwoners (volkstelling 2010).